# Ayana Elizabeth Johnson
Ayana Elizabeth Johnson est biologiste marine, experte en politiques et stratège en conservation. Elle est la fondatrice et présidente d' Ocean Collectiv, une société de conseil qui aide à trouver des "solutions de conservation des océans fondées sur la justice sociale",, et la fondatrice d'Urban Ocean Lab, un groupe de réflexion sur le changement climatique et politique de conservation des océans dans les villes côtières.
Elle est professeure adjointe à l'Université de New York au Département des études environnementales et a précédemment travaillé pour l'Agence américaine de protection de l'environnement, la National Oceanic and Atmospheric Administration (NOAA). Johnson est codirectrice nationale des partenariats pour la première Marche pour les sciences en 2017,.

## Enfance, éducation et débuts
Elle est née le 23 août 1980. Elle grandit à Brooklyn, New York. Au lycée, elle sert dans la Student Conservation Association, travaillant sur le Continental Divide Trail dans les montagnes de San Juan,.
Johnson obtient un baccalauréat ès arts en Science de l'environnement et en politique publique à l'Université Harvard. En 2011, elle obtient un doctorat en biologie marine de l'Institut d'océanographie Scripps. Sa recherche doctorale porte sur la compréhension des approches multidisciplinaires de gestion durable des ressources des récifs coralliens, et sa thèse est intitulée Fish, Fishing, Diving and the Management of Coral Reefs.
Pour ses recherches, Johnson reçoit une bourse de recherche supérieure de la Fondation nationale pour la science (NSF), une bourse NSF Integrative Graduate Education and Research Traineeship (IGERT), une bourse Switzer Environmental et est boursière 2010-2011 de l'American Association of University Women,. En 2012, le piège à poissons qu'elle a inventé pour réduire les prises accessoires remporte le premier concours Rare/ National Geographic Solutions Search.

## Carrière
Les recherches de Johnson se concentrent sur la conservation des océans urbains, la Pêche durable, le zonage des océans, le changement climatique et la Justice sociale. Johnson mène des recherches sur les impacts des prises accessoires dans les pêcheries de pièges des récifs coralliens des Caraïbes et collabore également à des recherches liées à la collaboration internationale pour réduire les impacts du changement climatique sur les petits États insulaires.
Avant ses études supérieures, Johnson travaille pour l'Agence américaine de protection de l'environnement. Après avoir terminé son doctorat, Johnson travaille pour la National Oceanic and Atmospheric Administration, puis travaille en tant que directrice des sciences et des solutions à la Waitt Foundation à Washington, DC pour financer des projets de conservation des océans. En 2013, elle devient directrice exécutive du Waitt Institute et cofonde l'initiative Blue Halo pour s'associer aux gouvernements et aux communautés locales de Barbuda, Montserrat et Curaçao afin d'adopter des plans plus durables pour l'utilisation et la conservation des océans. Avec l'initiative Blue Halo, Johnson dirige le premier projet réussi de zonage océanique des Caraïbes, fournissant des cartes, des communications, un soutien politique et une assistance scientifique à l'île de Barbuda alors qu'elle commence à réglementer et à protéger ses eaux côtières,.
Actuellement, Johnson travaille comme consultante pour la conservation des océans et les questions de politique climatique. Elle est la fondatrice et présidente d'Ocean Collectiv, une société de conseil conçue pour faire progresser les solutions de durabilité et de conservation des océans fondées sur la justice sociale, et la fondatrice d'Urban Ocean Lab, un groupe de réflexion sur les politiques océaniques,. Elle est également ancienne professeure adjointe au Département d'études environnementales de l'Université de New York,.
En août 2020, Johnson lance le podcast How to Save a Planet avec le co-créateur et co-animateur Alex Blumberg. En septembre 2020, One World/ Penguin Random House publie le premier livre de Johnson, All We Can Save, qui est une anthologie d'écrits de femmes leaders du climat éditée par Johnson et Katharine Wilkinson,.
En novembre 2021, Johnson organise une déclaration conjointe signée par plus de 100 personnalités notables exigeant qu'Edelman mette fin à son travail avec des sociétés de combustibles fossiles, telles qu'ExxonMobil.
En juillet 2023, Johnson entamera un mandat de trois ans en tant que Roux Distinguished Scholar au Bowdoin College.

## Honneurs et reconnaissance
En 2014, Johnson est nommée "Mack Lipkin Man and Nature Series" Fellow. Elle est sélectionnée comme résidente inaugurale de TED au printemps 2016 et est boursière 2016 de l'Aspen Institute,. Elle est nommée parmi les anciens élèves exceptionnels "40 Under 40" de l'Université de Californie à San Diego. Elle siège au conseil d'administration du Billion Oyster Project et de la campagne PURE de la World Surf League, ainsi qu'aux conseils consultatifs de l'Environmental Voter Project , de la Simons Foundation 's Science Sandbox, Scientific American et Oceanic Global.
En 2016, Johnson prononce une Conférence TED à New York, "Comment utiliser l'océan sans l'utiliser". Elle prononce une deuxième Conférence TED à Vancouver, "Une histoire d'amour pour la crise des récifs coralliens". En 2017, elle est conférencière invitée à la conférence « Earth Optimism » de la Smithsonian Institution. Elle conseille et anime le premier World Ocean Festival en 2017. En février 2021, elle est nommée Time 100 Next, nommée par Gina McCarthy.Elle, qui l'a désignée comme l'une des « 27 femmes menant la charge de protéger ». Notre environnement".